# Mount Minshew
Mount Minshew ist ein markanter, größtenteils eisfreier und 3895 m hoher Berg mit einem kleinen Gipfel im westantarktischen Marie-Byrd-Land. Er ragt 5,5 km westlich des Faure Peak am nordwestlichen Ende eines erhöhten Plateauabschnitts der Wisconsin Range in den Horlick Mountains auf.
Der United States Geological Survey kartierte den Berg anhand eigener Vermessungen und mittels Luftaufnahmen der United States Navy zwischen 1960 und 1964. Das Advisory Committee on Antarctic Names benannte ihn 1966 nach Velon Haywood Minshew (1939–2003), Mitglied der geologischen Mannschaft der Ohio State University bei einer Forschungsreise zu den Horlick Mountains zwischen 1964 und 1965.